# Rodger Bumpass
Pour les articles homonymes, voir Bumpass.
Rodger Dale Bumpass, généralement dit Rodger Bumpass, né le 20 novembre 1951 à Little Rock, en Arkansas, aux (États-Unis), est un acteur américain.

## Biographie

### Jeunesse
Né à Little Rock, il est élève à Little Rock Central High School où il fait ses débuts au théâtre puis à l'Université d'État de l'Arkansas. Il travaille pour la radio du campus puis pour des stations de télévision locales, notamment KAIT en tant qu'animateur, caméraman, technicien...

### Carrière
De 1977 à 1978 il joue dans la pièce That's Not Funny, That's Sick du National Lampoon. On peut l'apercevoir durant cette époque dans de nombreuses productions télévisuelles américaines.
Il est également connu aux États-Unis pour prêter sa voix à des personnages de dessins animés, notamment Squidward (en français « Carlo ») dans le dessin animé Bob l'éponge (Spongebob Squarepants).

## Filmographie
- 1968 : Les Jetson (The Jetsons) (série télévisée) : Voix additionnelles
- 1978 : Disco Beaver from Outer Space (TV)
- 1981 : New York 1997 (Escape from New York) de John Carpenter : Danseur
- 1981 : Métal hurlant (Heavy Metal) de Gerald Potterton (en) : Hanover Fiste / Dr Anrak (voix)
- 1981 : Two Reelers (TV) : Rodger
- 1984 : Footlight Frenzy : Benny the Stage Manager / Johnny Chicago
- 1984 : Hot Flashes (série télévisée) : Chuck Fodder
- 1986 : Eat or Be Eaten de Philip Austin (vidéo) : Deputy Jeeter
- 1986 : Class of '86 de Jerry Adler (vidéo)
- 1987 : Le Retour de Super-Souris (Mighty Mouse, the New Adventures) (série télévisée) : Voix additionnelles
- 1987 : Running Man (The Running Man) de Stephen King : Phil Hiton
- 1989 : Ring Raiders (en) (série télévisée) : Scorch
- 1989 - 1991 : SOS Fantômes (The Real Ghostbusters) (série télévisée) : Louis Tully (voix)
- 1990 : Super Baloo (TaleSpin) (série télévisée) : Dr Axelotte (voix)
- 1991 : The Toxic Crusaders (en) (série télévisée) : Voix additionnelles
- 1992 : Raw Toonage (série télévisée) : Voix additionnelles
- 1992 : Porco Rosso (Kurenai no buta) d'Hayao Miyazaki : Voix additionnelles (doublage anglophone)
- 1993 : Bonkers (série télévisée) : Mean Ol' Wolf / Agent Tolson / Grumbles Grizzly (voix)
- 1993 : Junior le terrible (Problem Child) (série télévisée) : Voix additionnelles
- 1994-1999 : Mais où se cache Carmen Sandiego ? (Where on Earth Is Carmen Sandiego?) (série télévisée) : Chief (voix)
- 1994 : Une ombre dans la nuit (Shadow of Obsession) (TV) : Custodian
- 1995 : Pour l'amour du risque (Hart to Hart: Secrets of the Hart) (téléfilm) : Higgins
- 1995 : Petal to the Metal : Grumbles (voix)
- 1996 : Bio-Dome de Jason Bloom (en) : Narrateur
- 1997 : Hercule (Hercules) de John Musker et Ron Clements : Voix additionnelles
- 1997 : Les 101 Dalmatiens, la série (série télévisée) : Voix additionnelles
- 1998 : Pocahontas 2: Un monde nouveau (Pocahontas II: Journey to a New World) (vidéo) : Voix additionnelles
- 1998 : Scooby-Doo sur l'île aux zombies (Scooby-Doo on Zombie Island) de Jim Stenstrum : Chef (voix)
- 1998 : 1 001 Pattes (A Bug's Life) de John Lasseter et Andrew Stanton : Mosquito (voix)
- 1999 : The Kids from Room 402 (en) (série télévisée) : Principal Besser (voix)
- 1999 : Tarzan de Kevin Lima et Chris Buck : Voix additionnelles
- 1999 : Le Géant de fer (The Iron Giant) de Brad Bird : Voix additionnelles
- 1999 : Toy Story 2 : Voix additionnelles
- 1999-? : Bob l'éponge : Squidward / Voix supplémentaires
- 2000 : Kuzco, l'empereur mégalo (The Emperor's New Groove) : Voix additionnelles
- 2001 : Osmosis Jones de Peter et Bobby Farrelly : Voix additionnelles
- 2001 : Atlantide, l'empire perdu (Atlantis: The Lost Empire) : Voix additonnelles
- 2001 : Scooby-Doo et la Cybertraque (Scooby-Doo and the Cyber Chase) : Vieux visage de fer (voix)
- 2001 : Monstres et Cie (Monsters, Inc.) de Pete Docter : Voix additionnelles (voix)
- 2002 : Rudy à la craie (ChalkZone) (série télévisée) : Biclops (voix)
- 2002 : Lilo et Stitch : Voix additionnelles
- 2002 : La Planète au trésor, un nouvel univers (Treasure Planet) : Voix additionnelles
- 2002 : 3-South (série télévisée) : Voix diverses
- 2002 : SOS Père Noël (Santa, Jr.) (TV) de Kevin Connor : Wally Fisk
- 2003 : Frère des ours (Brother Bear) : Voix additionnelles
- 2003 : Christmas Vacation 2: Cousin Eddie's Island Adventure (en) (TV)
- 2004 : La Saveur du grand amour (Just Desserts) (TV) : Boz Roswell
- 2004 : Murder Without Conviction (TV) : Patrick Talley, Jr.
- 2004 : Bob l'éponge, le film (The SpongeBob SquarePants Movie) de Stephen Hillenburg et Mark Osborne : Squidward / Fish #4 (voix)
- 2004 : Un fiancé pour Noël (A Boyfriend for Christmas) (TV) : Russell Parker
- 2010 : Dead to Rights: Retribution (en) (jeu vidéo) : Redwater / Voix supplémentaires (voix)
- 2010 : Kung Fu Magoo (en) (Kung Fu Magoo) d'Andrés Couturier : Général Smith (voix)
- 2015 : Bob l'éponge, le film 2 (SpongeBob SquarePants 2) de Paul Tibbitt : Squidward Tentacles (voix)